# La sort està decidida
 La sort està decidida (títol original: Play It As It Lays) és una pel·lícula estatunidenca dirigida per Frank Perry, estrenada el 1972. Ha estat doblada al català.

## Argument
Després d'una sèrie d'infortunis, una actriu de Hollywood pateix un col·lapse psicològic que l'obliga a ingressar en un manicomi. Adaptació d'una novel·la de Joan Didion.

## Repartiment
- Tuesday Weld: Maria Wyeth Lang
- Anthony Perkins: B.Z.
- Tammy Grimes: Helene
- Adam Roarke: Carter Lang
- Ruth Ford: Carlotta
- Eddie Firestone: Benny Austin
- Diana Ewing: Susannah
- Paul Lambert: Larry Kulik
- Norman Foster: Abolicionista
- Chuck McCann: Ajudant de l'abolicionista
- Severn Darden: Hipnotitzador
- Tony Young: Johnny Waters
- Richard Anderson: Les Goodwin

## Nominacions
- Globus d'Or a la millor actriu dramàtica 1973 per Tuesday Weld